# Stratopauze

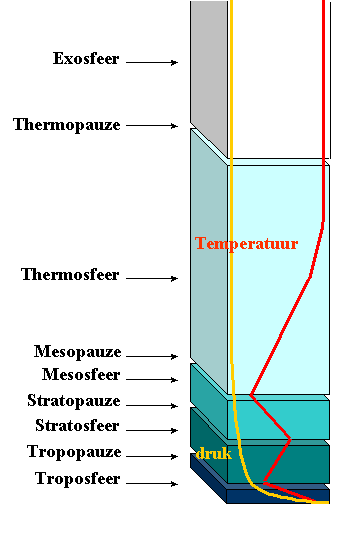
Opbouw van de atmosfeer.

De stratopauze markeert de overgang tussen de stratosfeer en de mesosfeer.
In de stratosfeer neemt de temperatuur toe bij toenemende hoogte; in de mesosfeer neemt de temperatuur af bij toenemende hoogte, net als bij de troposfeer. Het omslagpunt in dit temperatuursverloop bevindt zich op ongeveer 50 km. De luchtdruk is op deze hoogte nog slechts 1/1000e deel van de luchtdruk op zeeniveau.
Troposfeer · Tropopauze · Stratosfeer · Stratopauze · Mesosfeer · Mesopauze · Thermosfeer · Thermopauze · Exosfeer